# Cơm nguội lông
Cơm nguội lông (danh pháp khoa học: Ardisia villosa) là một loài thực vật có hoa trong họ Anh thảo. Loài này được Roxb. mô tả khoa học đầu tiên năm 1824.